# Бітумні матеріали
Бі́тумні матеріа́ли — природні, сланцеві та нафтові, бітуми в чистому вигляді і матеріали на їх основі (асфальтові суміші, емульсії, бітумні мастики, просочений картон тощо). 
В будівельній техніці бітумні матеріали застосовуються головним чином як покрівельні і гідроізоляційні матеріали (руберойд, пергамін, мастика), у шляховому будівництві — як асфальтобетонні суміші різних видів і бітумні дорожні емульсії. 
До бітумних матеріалів належать також залишки від перегонки нафти — нафтові мазути та гудрони, крекінгові мазути тощо.